# 巴勒尔河
巴勒尔河（法語：Baleur，法語發音：[balœʁ]）是比利时瓦隆大区列日省的河流，是萨尔姆河的左支流，长11.5千米，发源自列讷，于特鲁瓦蓬流入昂布莱沃河。